# Gustaf Wickman
Gustaf Wickman, född 8 november 1858 i Göteborg, död 22 augusti 1916 i Engelbrekts församling, Stockholm, var en svensk arkitekt.

## Utbildning
Wickman studerade vid Chalmerska slöjdskolan i Göteborg samt 1881–84 vid Konstakademien och gjorde sedan studieresor till Frankrike, Tyskland och Italien. Han fick därefter plats på Magnus Isæus och Carl Sandahls ateljé och bidrog väsentligt till flera byggnader, som där ritades, framförallt byggnader i Stockholm som Sturebadet (1883–85), Carlssonska huset vid Jakobs torg (1887) och även inredningen till nya Berns salonger (1890). I samarbete med Axel Anderberg utförde han ritning till Skandias nybyggnad vid Mynttorget i bolognesisk renässans - detta förslag erhöll första priset vid tävlan 1886, men blev ej utfört.

## Liv och verk

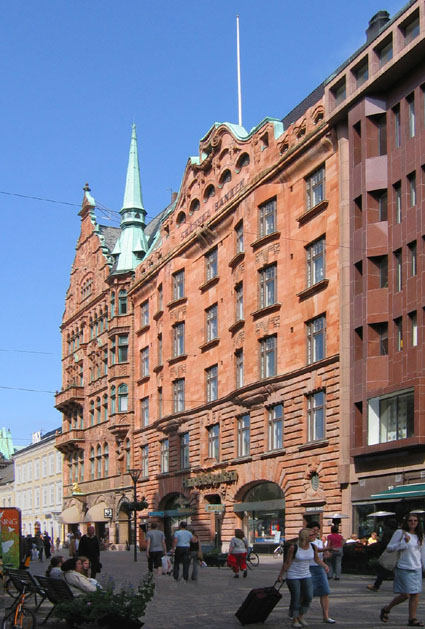
Sydsvenska Kredit AB på Södergatan i Malmö (idag Handelsbanken).

Bland hans arbeten från de närmast följande åren är Stockholms Dagblads hus på Vasagatan (1890 – nu rivet), Beskowska skolan (1886–87) och Nacka kyrka (1890–92). 
I den då aktuella frågan om Helgeandsholmens bebyggande gjorde han en betydande insats. Jämte Georg Ringström framlade han 1891 skisserade förslag till riksdagshus, förlagt till Skeppsholmen eller alternativt till Riddarholmen och riksbankshus ensamt på Helgeandsholmen, och 1894 utarbetade han jämte Ringström och Ferdinand Boberg "det stora motförslaget" med riksdagshuset förlagt till Riddarholmen mitt framför bron. Deras förslag inverkade dock inte på frågans lösning.
År 1893 utförde Wickman den svenska utställningsbyggnaden till världsutställningen World's Columbian Exposition i Chicago, en stor träbyggnad med kupol, som med uppslag från det gamla rådhuset i Linköping, "gjorde ett banbrytande nationellt inslag i den dåtida kosmopolitiska utställningsarkitekturen". Wickman vistades detta år i Chicago där han ledde uppförandet av den originella byggnaden och studerade amerikansk byggnadsverksamhet. Till Stockholmsutställningen 1897 bidrog han bland annat med Stockholms stads paviljong och Skånska gruvan, i självständigt behandlad barock.
Wickman var förra sekelskiftets stora bankarkitekt. Totalt genomfördes 25 projekt varav femton stora nybyggnader, bland annat Skånes Enskilda Bank i hörnet av Drottninggatan och Fredsgatan i Stockholm (färdig 1900, senare Mälarprovinsernas bank) med en pompös, tung och högst originell hörnfasad och därefter flera andra bankbyggnader: Norrköpings enskilda bank (1899–1903), Smålands enskilda bank i Jönköping (1900), Sundsvalls enskilda bank i Stockholm (1900–02), Skånes enskilda bank i Helsingborg (1900), Sydsvenska kreditaktiebolagets byggnader i Kristianstad, Malmö och Stockholm, andra i Karlskrona, Oskarshamn, Uddevalla, Sundsvall, Örebro med flera. 
Bland övriga offentliga byggnader, som han utförde är Borgarhemmet (1907), flera sjukhus, som Långbro sjukhus (1905–10 och 1915) och Söderby sjukhus (1911) samt Enskede slakthus (1906–12) och Allmänna barnbördshuset (1910–13) i Stockholm. År 1909–12 uppfördes Kiruna kyrka i trä, ett uttryck för hans nationella strävan, och det dithörande lilla gravkapellet samt i Kiruna även post- och bankbyggnad med mera.
År 1913–1916 var han Medicinalstyrelsens arkitekt. Han var stadsfullmäktig i Stockholm 1903–14 och medverkade i flera av stadens kommittéer och nämnder. År 1904 blev han ledamot av Konstakademien och 1906 korresponderande hedersledamot av The Royal Institute of British Architects.

## Bilder, verk i urval

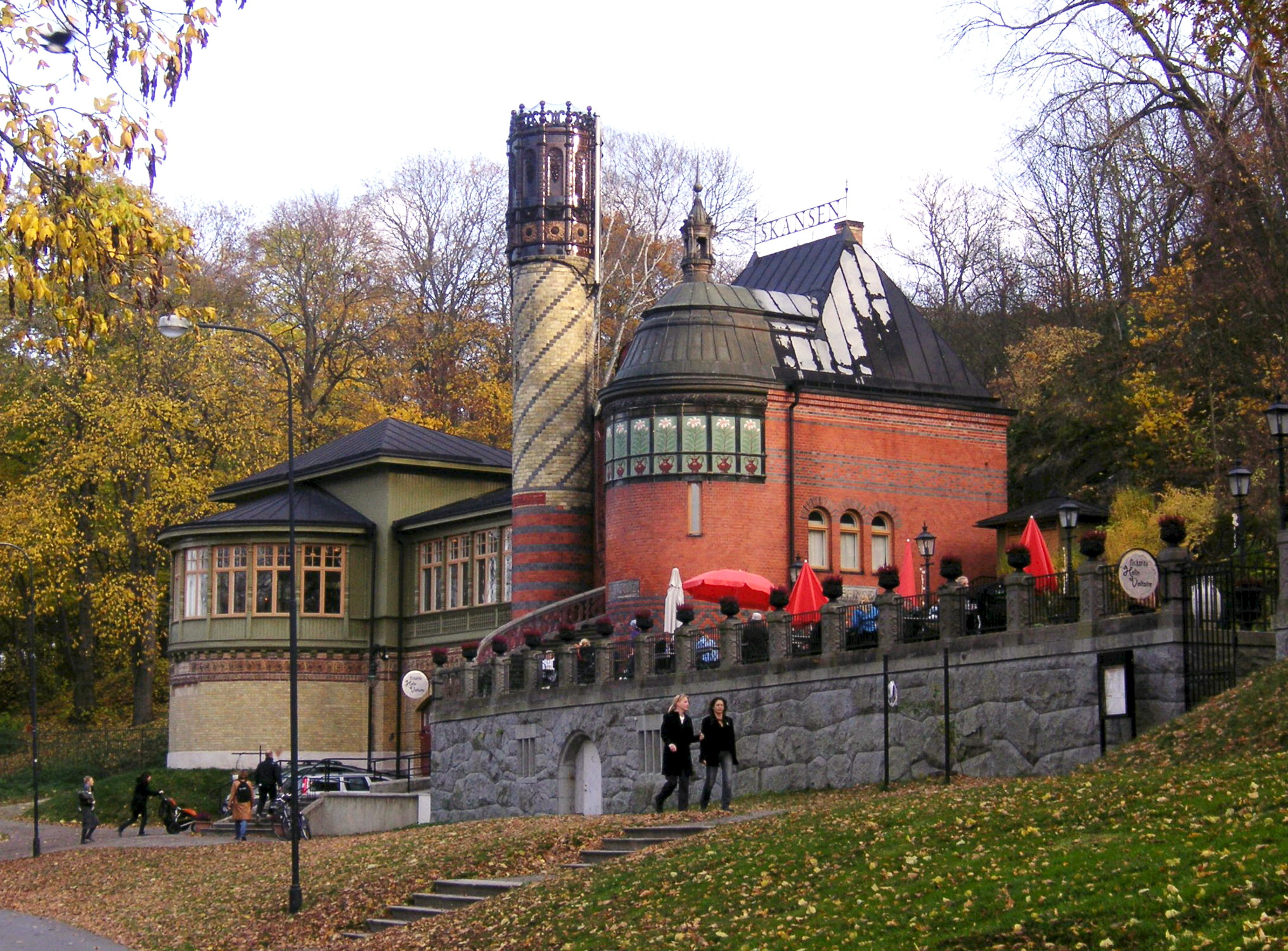
Skånska gruvan på Djurgården i Stockholm
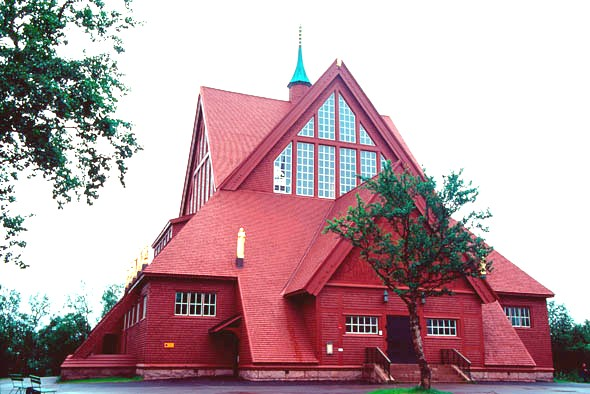
Kiruna kyrka, Kiruna
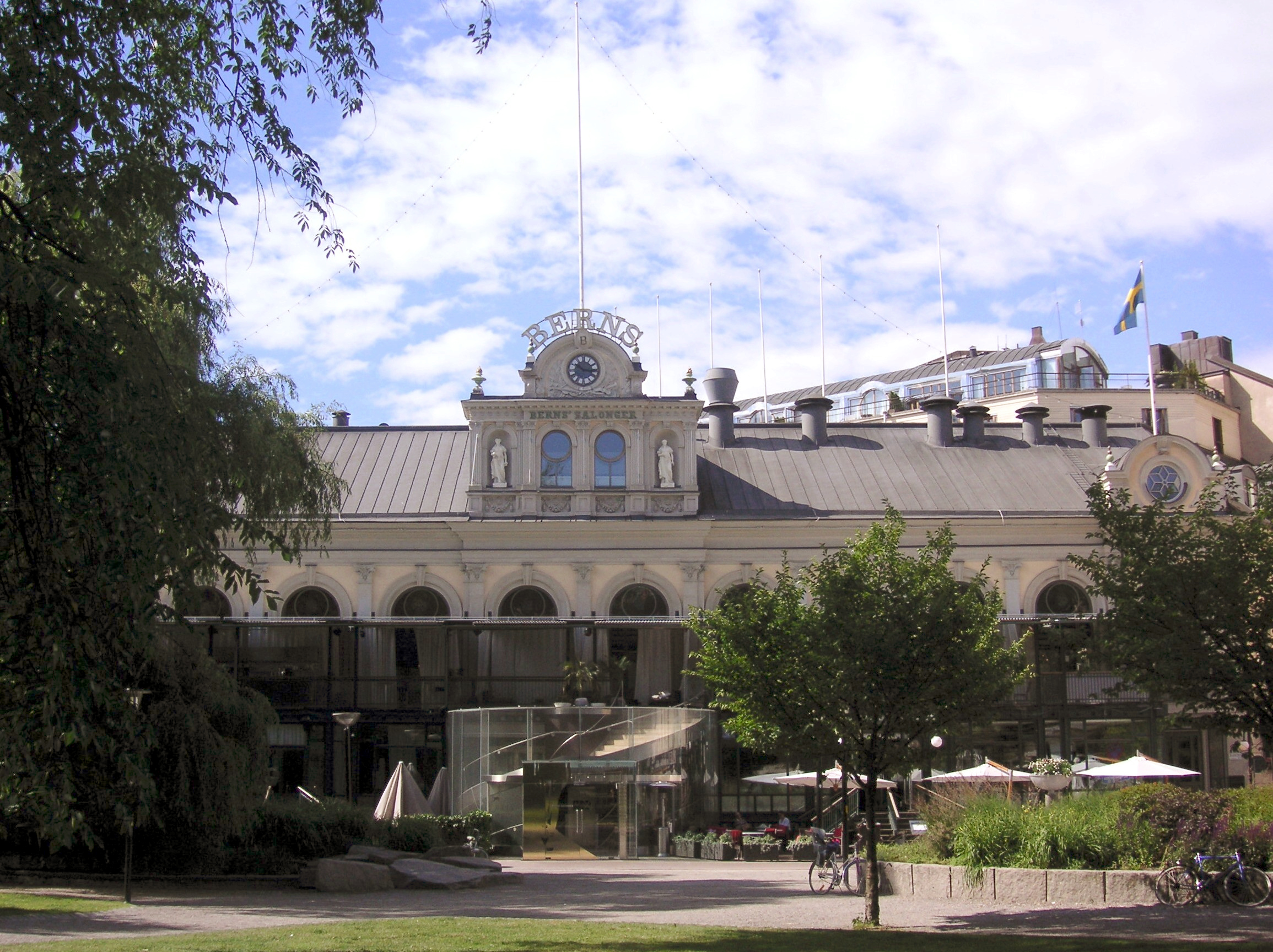
Berns salonger, Stockholm
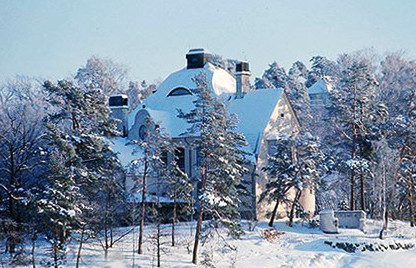
Villa Fåhraeus, Saltsjöbaden
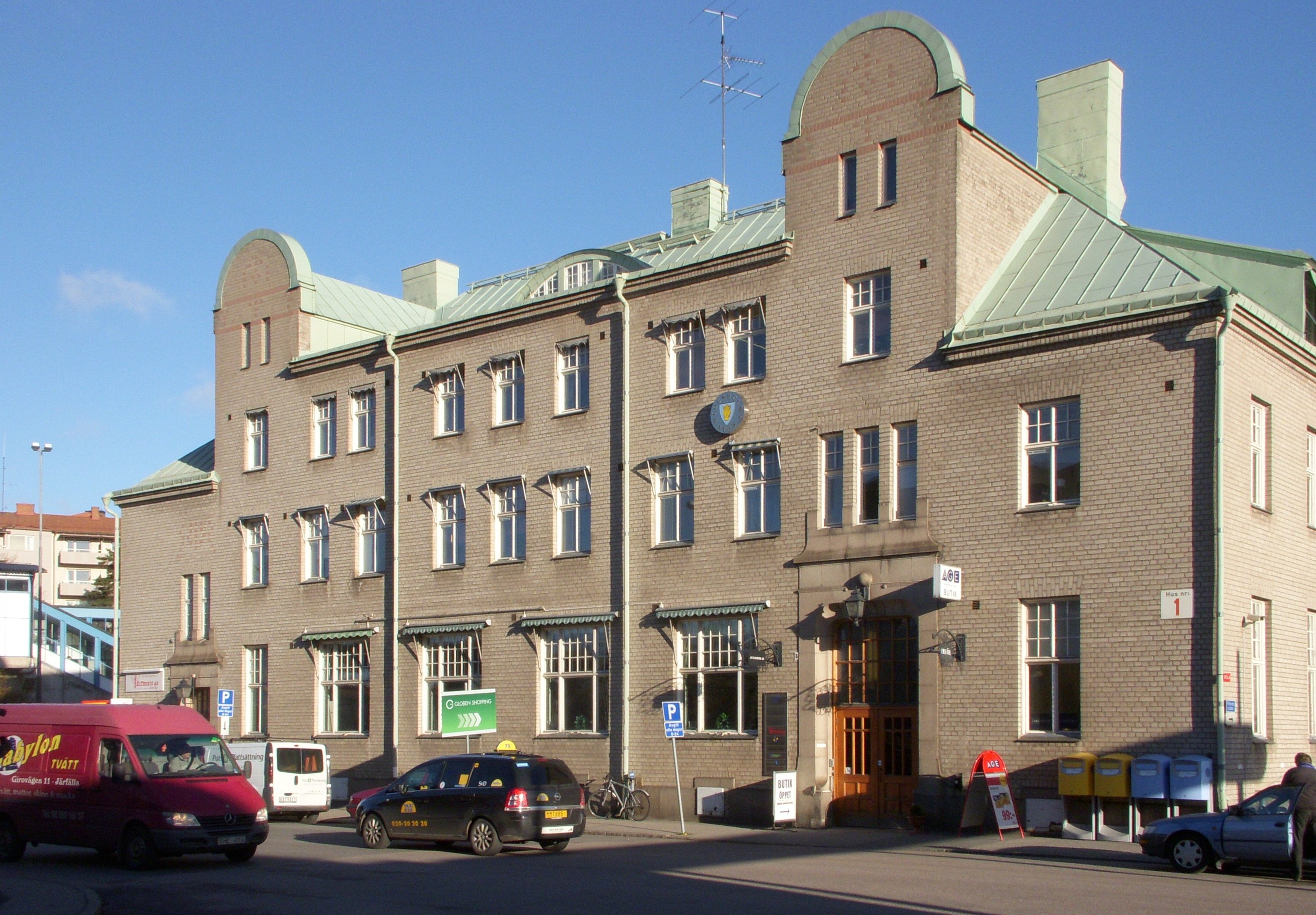
Slakthusområdet, Johanneshov, Stockholm